# Margaret Floy Washburn
Margaret Floy Washburn, née le 25 juillet 1871 à New York et morte le 29 octobre 1939 à Poughkeepsie, est une psychologue et professeure d'université américaine. Elle est la première Américaine à obtenir un doctorat en psychologie (1894) et la deuxième femme élue présidente de l'Association américaine de psychologie. Elle est connue pour ses travaux expérimentaux en éthologie.

## Biographie
Elle est la fille de Francis Washburn, pasteur épiscopalien, et d'Elizabeth Floy. Ses ancêtres, d'origine néerlandaise et anglaise, se sont installés aux États-Unis avant 1720. En 1886, elle commence ses études supérieures au Vassar College, Poughkeepsie, et s'intéresse à la philosophie et la littérature. Elle devient membre de la sororité Kappa Alpha Theta. Elle est diplômée de Vassar en 1891 et décide de poursuivre ses études en psychologie, dans le laboratoire de James McKeen Cattell à l'université Columbia. Elle y est admise avec un simple statut d'auditrice, cependant, Cattell l'encourage à s'inscrire à la Sage School of Philosophy de l'université Cornell pour y préparer son doctorat. Elle y est acceptée en 1891, avec une bourse d'études.
À l'université Cornell, elle étudie la psychologie avec Edward B. Titchener et obtient un master in absentia de Vassar College en 1893, puis en juin 1894, elle soutient son doctorat en psychologie à l'université Cornell. 
Elle enseigne la psychologie, la philosophie et l'éthique à Wells College, à Aurora, Cayuga County, New York, de 1894 à 1900. Elle est directrice du Sage College durant deux ans puis devient professeur assistant de psychologie à l'université de Cincinnati, et responsable du laboratoire de psychologie. Mais elle souhaite se réinstaller sur la côté est des États-Unis, et prend un poste de professeure assistante en philosophie, chargée des enseignements de psychologie, en 1903, au collège Vassar, puis en 1908, elle est titulaire de la chaire de psychologie. Elle y passe l'essentiel de sa carrière, devenant directrice du département de psychologie.

## Activités scientifiques et institutionnelles
Margaret Floy Washburn traduit en anglais Ethical Systems, de Wilhelm Wundt. Son ouvrage le plus connu et, sans doute, sa principale contribution à la psychologie est son manuel, The Animal Mind: A Textbook of Comparative Psychology, publié en 1908, dans lequel elle rassemble des données expérimentales sur le comportement animal, avec des données liées à la perception visuelle, auditive, kinesthésique. Ses travaux ont porté sur une grande variété d'espèces animales. Elle publie, en 1916, Movement and Mental Imagery. 
Elle devient co-éditrice de l'American Journal of Psychology, avec Dallenbach en 1925. Psychological Bulletin, Journal de Comportement Animal, Psychological Review, et  du Journal of Comparative Psychology. En 1909-1910 puis, en 1925-1928, elle représente la psychologie dans le département de psychologie et d'anthropologie de la recherche nationale. En 1921, elle devient le 30e président de l'Association américaine de psychologie, devenant ainsi la deuxième femme élue à ce poste, après Mary Whiton Calkins qui avait été présidente en 1905. En 1927, elle est élue vice-président et président de la Section 1 (Psychologie) de l'Association américaine pour l'avancement des sciences<meta />. En 1929, elle est élue au Comité international de la psychologie. Washburn a été la première femme psychologue et la deuxième femme scientifique élue à la Académie nationale des sciences, en 1932. La même année, elle a est déléguée des États-Unis au Congrès international de psychologie à Copenhague.
Elle est la deuxième femme élue présidente de l'Association américaine de psychologie (1921).
Une enquête de la Review of General Psychology de 2002, concernant les 100 psychologues les plus cités du XXe siècle, la classe à la 88e place, à égalité avec John Garcia, James J. Gibson, David Rumelhart, Louis Léon Thurstone, et Robert S. Woodworth.

## Distinctions
- 1921 : présidente de l'Association américaine de psychologie
- 1932 : Académie nationale des sciences

## Publications
- The Animal mind. A Text-book of comparative Psychology, Macmillan, 1908.
- Movement and Mental Imagery. Outlines of a Motor Theory of consciousness, Boston/New York, Houghton Mifflins, 1916
- Introspection as an Objective Method [1922], Psychological Review, 29, 89-112 [lire en ligne]

### Traduction
- Wilhelm Max Wundt, Ethical Systems, New York, MacMillans, 1897 .